# Harriet Metcalf
Harriet Metcalf, född den 25 mars 1958 i Providence, Rhode Island, är en amerikansk roddare.
Hon tog OS-guld i åtta med styrman i samband med de olympiska roddtävlingarna 1984 i Los Angeles.